# Dirk Theissmann
Dirk Theissmann (Hamm, 8 giugno 1963) è un ex pallanuotista tedesco, vincitore di una medaglia di bronzo alle olimpiadi di Los Angeles 1984.